# Distretto di Gaogang
Il distretto di Gaogang (高港区S, Gāogǎng QūP) è un distretto della Cina, situato nella provincia di Jiangsu e amministrato dalla prefettura di Taizhou.